# Laureus Sport for Good
Laureus Sport for Good ist eine im Jahr 2000 von der Daimler AG und Richemont gegründete gemeinnützige Organisation, die durch Sport und begleitende sozialpädagogische Betreuung gesellschaftliche Veränderungen in sozialen Brennpunkten bewirken will. Laureus besteht aus der Laureus Sport for Good Foundation, der Laureus World Sports Academy und den Laureus World Sports Awards. Der Sitz der Organisation befindet sich in London. Die Stiftung wird von Mercedes-Benz und IWC Schaffhausen unterstützt.

## Laureus Sport for Good Foundation
Weltweit unterstützt die Stiftung über 250 soziale Sportprogramme in mehr als 40 Ländern. Ziel der Stiftungsarbeit ist es mithilfe der Sportangebote Gewalt, Diskriminierung und Benachteiligung von Millionen von Kindern und Jugendlichen zu beenden. Seit ihrer Gründung im Jahr 2000 wurden mehrere Hundert Millionen Euro an Spenden gesammelt und damit mehr als 3 Millionen sozial benachteiligten Kindern und Jugendlichen geholfen. Insgesamt setzen sich neben den Mitgliedern der Laureus World Sports Academy rund 237 ehemalige und aktive Sportler sowie weitere prominente Persönlichkeiten als Laureus-Botschafter für die Stiftung ein.

### Laureus Sport for Good Germany & Austria
Die Laureus Sport for Good Germany wurde im Jahr 2001 als erste nationale Laureus-Stiftung gegründet und unterstützt seit 2009 auch soziale Sportprogramme in Österreich. Laureus Sport for Good Germany & Austria fördert soziale Sportprogramme, die in Deutschland und Österreich über den Sport gesellschaftliche Herausforderungen bekämpfen. Dabei werden folgende Bereiche fokussiert: Gesundheit und Wohlergehen, hochwertige Bildung, Geschlechtergleichheit, menschenwürdige Arbeit, inklusive Gesellschaft und friedfertige Gemeinschaft.
In Deutschland und Österreich repräsentieren die von Laureus geförderten Programme die Vielfalt des Sports und der Gesellschaft durch Ansprache aller Zielgruppen sowie durch ein breites Angebot, wobei schon mehr als 50.000 Kinder erreicht wurden.
Unterstützung bekommen die sozialen Sportprogramme von den fünf deutschen und österreichischen Laureus World Sports Academy Mitgliedern Franz Beckenbauer, Boris Becker, Maria Höfl-Riesch, Franz Klammer und Katarina Witt und derzeit 29 Laureus Sport for Good Botschaftern:
| - Ole Bischof - Stefan Blöcher - Fredi Bobic - Timo Bracht - Martin Braxenthaler - Matthias Dolderer - Leon Draisaitl - Julia Dujmovits - Maro Engel - Jan Frodeno | - Manuel Fumic - Moritz Fürste - Felix Gottwald - Marc Janko - Christa Kinshofer - Philip Köster - Nia Künzer - Meredith Michaels-Beerbaum - Thomas Morgenstern - Manuel Reuter | - Markus Salcher - Anna Schaffelhuber - Axel Schulz - Marcel Siem - Sebastian Steudtner - Michael Teuber - Anna Veith - Roman Weidenfeller - Kathi Wörndl |

### Weitere nationale Stiftungen
Zusätzlich zur globalen Laureus Sport for Good Foundation existieren neben der deutschen Stiftung derzeit sieben weitere nationale Laureus Sport for Good Stiftungen:
- Südafrika: Laureus Sport for Good Foundation Trust South Africa, gegründet 2002
- Argentinien: Fundación Laureus Argentina, gegründet 2003
- USA: Laureus Foundation USA, gegründet 2003
- Italien: Fondazione Laureus Italia Onlus, gegründet 2005
- Spanien: Fundación Laureus España, gegründet 2006
- Schweiz: Laureus Foundation Switzerland, gegründet 2007
- Niederlande: Laureus Foundation The Netherlands, gegründet 2009

## Laureus World Sports Academy
Die Laureus World Sports Academy setzt sich aus 69 weltweit bekannten Sportlern zusammen, die sich freiwillig und unentgeltlich als weltweite Botschafter der Laureus Sport for Good Foundation engagieren. Vorsitzender der Laureus World Sports Academy ist Sean Fitzpatrick.

### Mitglieder der Laureus World Sports Academy

#### Aktiv
| - Giacomo Agostini (Italien) Motorradsport - Marcus Allen (USA) American Football - Luciana Aymar (Argentinien) Feldhockey - Franz Beckenbauer (Deutschland) Fußball - Boris Becker (Deutschland) Tennis - Ian Botham (Großbritannien) Cricket - Sergey Bubka (Ukraine) Leichtathletik - Cafu (Brasilien) Fußball - Fabian Cancellara (Schweiz) Radsport - Bobby Charlton (Großbritannien) Fußball - Sebastian Coe (Großbritannien) Leichtathletik - Nadia Comăneci (Rumänien) Turnen - Alessandro Del Piero (Italien) Fußball - Marcel Desailly (Frankreich) Fußball - Kapil Dev (Indien) Cricket - Mick Doohan (Australien), Motorradsport - David Douillet (Frankreich) Judo - Rahul Dravid (Indien) Cricket - Morné du Plessis (Südafrika) Rugby Union - Nawal El Moutawakel (Marokko) Leichtathletik - Luís Figo (Portugal) Fußball - Emerson Fittipaldi (Brasilien) Motorsport - Sean Fitzpatrick (Neuseeland) Rugby Union | - Missy Franklin (USA) Schwimmen - Dawn Fraser (Australien) Schwimmen - Ryan Giggs (Großbritannien) Fußball - Raúl Gonzalez Blanco (Spanien) Fußball - Tanni Grey-Thompson (Großbritannien) Behinderten-Radsport - Ruud Gullit (Niederlande) Fußball - Bryan Habana (Südafrika) Rugby Union - Mika Häkkinen (Finnland) Motorsport - Tony Hawk (USA) Skateboarding - Maria Höfl-Riesch (Deutschland) Ski alpin - Mike Horn (Südafrika) Extremsportler - Chris Hoy (Großbritannien) Radsport - Miguel Indurain (Spanien) Radsport - Michael Johnson (USA) Leichtathletik - Kip Keino (Kenia) Leichtathletik - Franz Klammer (Österreich) Ski alpin - Lennox Lewis (Großbritannien) Boxen - Tegla Loroupe (Kenia) Leichtathletik - Dan Marino (USA) American Football - Yao Ming (China) Basketball - Edwin Moses (USA) Leichtathletik - Li Na (China) Tennis | - Robby Naish (USA) Windsurfen - Martina Navrátilová (USA) Tennis - Alexei Nemow (Russland) Turnen - Jack Nicklaus (USA) Golf - Lorena Ochoa (Mexiko) Golf - Brian O’Driscoll (Irland) Rugby Union - Gary Player (Südafrika) Golf - Hugo Porta (Argentinien) Rugby Union - Carles Puyol (Spanien) Fußball - Steve Redgrave (Großbritannien) Rudern - Viv Richards (Antigua) Cricket - Monica Seles (USA) Tennis - Mark Spitz (USA) Schwimmen - Sachin Tendulkar (Indien) Cricket - Daley Thompson (Großbritannien) Leichtathletik - Alberto Tomba (Italien) Ski Alpin - Francesco Totti (Italien) Fußball - Steve Waugh (Australien) Cricket - Katarina Witt (Deutschland) Eiskunstlauf - Li Xiaopeng (China) Turnen - Yang Yang (China) Eisschnelllauf - Deng Yaping (China) Tischtennis |

#### Verstorben
- Peter Blake (Neuseeland) Segeln
- Bill Shoemaker (USA) Pferderennen
- Severiano Ballesteros (Spanien) Golf
- Marvelous Marvin Hagler (USA) Boxen